# Calomera
Calomera Motschulsky, 1862  è un genere di coleotteri carabidi della sottofamiglia Cicindelinae.

## Tassonomia
Comprende le seguenti specie:
- Calomera alboguttata Klug, 1832
- Calomera angulata Fabricius, 1798
- Calomera aulica Dejean, 1831
- Calomera brevipilosa W. Horn, 1908
- Calomera cabigasi Cassola, 2011
- Calomera cardoni Fleutiaux, 1890
- Calomera caucasica M.F. Adams, 1817
- Calomera chloris Hope, 1831
- Calomera concolor Dejean, 1822
- Calomera crespignyi Bates, 1871
- Calomera decemguttata Fabricius, 1801
- Calomera diania Tschitscherine, 1903
- Calomera durvillei Dejean, 1831
- Calomera fischeri M.F. Adams, 1817
- Calomera funerea (W.S. MacLeay, 1825)
- Calomera littoralis Fabricius, 1787
- Calomera lugens Dejean, 1831
- Calomera lunulata Fabricius, 1781
- Calomera mamasa Cassola & Brzoska, 2008
- Calomera plumigera W. Horn, 1892
- Calomera sturmi Menetries, 1832